# Monaco Grand Prix Racing Simulation 2
Monaco Grand Prix Racing Simulation 2 (conosciuto come Monaco Grand Prix negli Stati Uniti, Racing Simulation: Monaco Grand Prix nel Regno Unito e Racing Simulation 2 in Germania) è un simulatore di guida sviluppato e pubblicato dalla Ubisoft per PlayStation, Nintendo 64 e Dreamcast nel 1999. È basato sulla Formula 1, ma non possiede la licenza ufficiale FIA. Tuttavia i circuiti (anche nel loro ordine nel calendario del campionato) e i team ricalcano fedelmente la stagione di Formula 1 1998.
Il suo predecessore F1 Racing Simulation è basato sulla stagione di Formula 1 del 1996. Mentre il suo seguito, F1 Racing Championship, è dotato di licenza ufficiale e si basa sulla stagione di Formula 1 del 1999.